# 克洛奇基夫卡
51°46′41″N 33°58′10″E / 51.77806°N 33.96944°E
克洛奇基夫卡（烏克蘭語：Клочківка）是位於烏克蘭東北部的村莊，由蘇梅州紹斯特卡區的貝雷扎市鎮負責管轄。該村距離霍里莱和波皮夫希納2公里，海拔高度190米，2001年人口92。